# 聖三一座堂

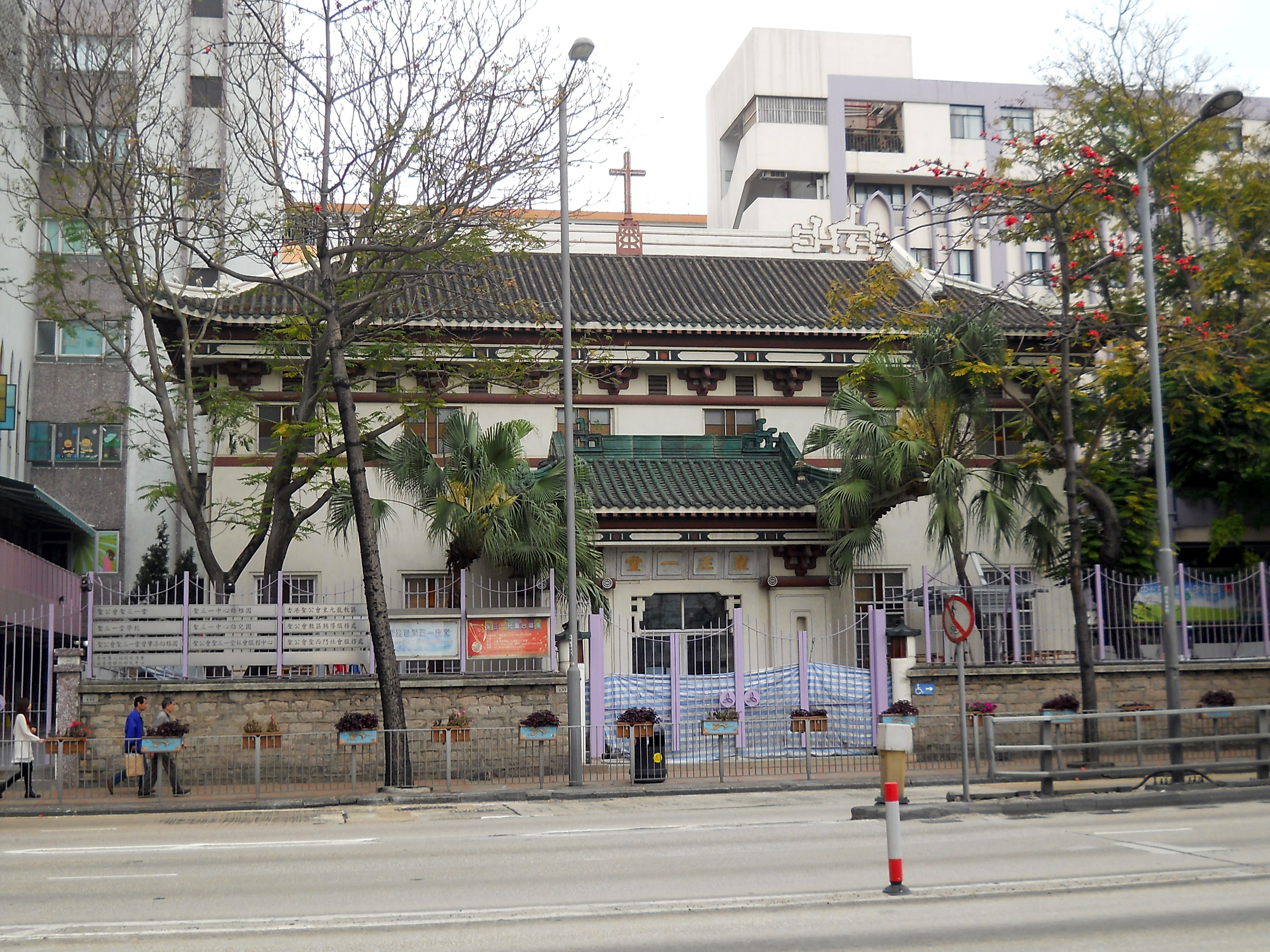
聖三一座堂

聖三一座堂（せいさんいちざどう）、旧名は聖三一堂（せいさんいちどう）、は香港聖公会東九龍教区の大聖堂である。香港聖公会の九龍半島での初めての中華系住民教会であり、香港聖公会三番目の教会である（一番目は聖ヨハネ座堂、二番目は諸聖座堂）。九龍馬頭涌馬頭涌道135号に位置し、外観は中国式建築をミックスし、現在は香港二級歴史建築に登録されている。